# Laudaricus
Laudaricus (? - 451 Galie) byl prominentní hunský válečník činný v první polovině 5. století.

## Životopis
Chronica Gallica z roku 511 uvádí hunského válečníka Laudarica jako Attilova pokrevního příbuzného (latinsky Cognatus Attilae), který padl v bitvě na Katalaunských polích v roce 451. Byl nejvyznamnější osobností z řad Hunů, která v této bitvě padla. Jedinou relikvií nalezenou na místě bitvy v Châlons-en-Champagne byl hunský kotel, australský historik a vědec Hyun Jin Kim naznačuje, že tento kotel byl pravděpodobně použit při pohřbu Laudarica.